# Adanech Abebe
Adanech Abebe – etiopska polityczka. Pierwsza kobieta na stanowisku prokurator generalnej w Etiopii oraz pierwsza kobieta na stanowisku burmistrzyni Addis Abeby.

## Życiorys

### Młodość, edukacja i kariera zawodowa
Pochodzi ze Strefy Arsi. Ma piątkę rodzeństwa.
Uczęszczała do szkoły podstawowej w regionie Oromia. Była pierwszą kobietą przyjętą do swojej szkoły, którą rozpoczęła 1977 roku.
W 2001 roku ukończyła studia prawnicze na Ethiopian Civil Service University. W 2010 roku ukończyła studia drugiego stopnia na University of Greenwich. Pracowała jako nauczycielka w szkole podstawowej oraz jako prawniczka w administracji regionu Oromia (od 2001 roku).

### Działalność polityczna
Swoją aktywność polityczną rozpoczęła na stopniu lokalnym w 1993 roku. Została członkinią partii Demokratyczna Organizacja Ludu Oromskiego, członka koalicji rządzącej o nazwie Etiopski Ludowo-Rewolucyjny Front Demokratyczny.
Z powodzeniem kandydowała do w wyborach parlamentarnych w Etiopii w 2005 roku (1997 według kalendarza etiopskiego) reprezentując region Aseko. W parlamencie służyła dwie kadencje. Była szefową sztabu Abadula Gemedy gdy zarządzał on regionem Oromia. Od 2010 do 2015 roku zarządzała pozarządową organizacją odpowiedzialną za rozwój regionu.
16 października 2018 roku premier Etiopii Abiy Ahmed Ali mianował ją ministrem ds. przychodów w swoim rządzie. W marcu 2020 roku została zatwierdzona przez Izbę Przedstawicieli Ludowych Etiopii na stanowisko prokurator generalnej kraju. Została pierwszą kobietą na tym stanowisku. Na poprzednim stanowisku zastąpił ją La'qe Ayalew. Stanowisko objęła 12 marca 2020 roku.
18 sierpnia 2020 roku została mianowana zastępczynią oraz p.o. burmistrza Addis Abeby. Zastąpiła na tym stanowisku Takele Uma Bentiego, który objął stanowisko ministerialne w rządzie Ahmeda Aliego. Z powodzeniem kandydowała na stanowisko burmistrzyni miasta w wyborach samorządowych w 2021 roku. Objęła stanowisko 30 września 2021 roku, zostając jednocześnie pierwszą kobietą na tym stanowisku.
W lutym 2025 roku w Internecie pojawiły się nieprawdziwe pogłoski dotyczące jej śmierci.

### Życie prywatne
Jest mężatką. Ma dwójkę dzieci.